# Cattolica Eraclea
Cattolica Eraclea település Olaszországban, Szicília régióban, Agrigento megyében. Lakosainak száma 3300 fő (2023. január 1.). Cattolica Eraclea Agrigento, Montallegro, Ribera, Sant'Angelo Muxaro és Cianciana községekkel határos.

## Népesség
A település lakossága az elmúlt években az alábbi módon változott:
| Lakosok száma | 3715 | 3665 | 3300 |
|               | 2017 | 2018 | 2023 |